# 水晶花菴
水晶花菴（英語：Crystal Hermitage Gardens)是一個位於美國加利福尼亞州內華達市（英語：Nevada City, California)阿南達村的面向公衆開放的私人花園。花園有上下兩層，擁有數棟建築，一個池塘和大片的㬼金香園，園內遍佈會開花的奇花異草和樹木。每年四月中旬吸引大量㬼金香愛好者和冥想愛好者前往參觀。花園原爲印度冥想大師們最後圓寂之地，因地處深山該園鮮爲人知。